# Wangqing
Wangqing (chiń. 汪清县, pinyin: Wāngqīng Xiàn; kor. 왕청, Wangch’ŏng) – powiat w północno-wschodnich Chinach, w prowincji Jilin, w prefekturze autonomicznej Yanbian. W 1999 roku liczył 264 465 mieszkańców.